# Giovanni D'Anzi
Giovanni D'Anzi, italijanski skladatelj, * 1. januar 1906, Milano, Italija - † 15. april 1974, Santa Margherita Ligure, Italija.
Leta 1935 je napisal besedilo in glasbo znane italijanske kancone »Oh mia bela Madunina«, ki jo je posvetil Milanu, svojemu rodnemu kraju. Madonnina v Milanu je poimenovanje pozlačenega kipa Madonne na vrhu zvonika milanske stolnice. Napisal je tudi scenarij za film »Viale d'autunno«, v katerem sta glavni vlogi igrala Carla Boni in Flo Sandon's. 
Skupaj z Alfredom Bracchijem je bil del plodne skupine italijanski skladateljev, ki so delovali od tridesetih do petdesetih let preteklega stoletja. Pisali so za radio in film, mnoge njihove pesmi so postale velike uspešnice.